# 若狭農業協同組合
座標: 北緯35度29分21.7秒 東経135度46分41.5秒 / 北緯35.489361度 東経135.778194度
若狭農業協同組合（わかさのうぎょうきょうどうくみあい）は、かつて福井県小浜市に本店を置いていた農業協同組合（JA）。通称はJA若狭。
2020年（令和2年）4月1日に、越前たけふ農業協同組合（JA越前たけふ）を除く福井県内の各JAと合併し福井県農業協同組合（JA福井県）が発足。これに伴い、JA若狭は廃止された。

## 概要
- 1996年、若狭地域の5JAが合併して誕生。
  - 管轄の区域は小浜市、若狭町（上中地区）、おおい町、高浜町
- 旧本店:福井県小浜市遠敷8-8-1（現在はJA福井県の小浜支店となっている[5]）
- 2007年2月17日に、スーパーマーケット事業（エーコープ小浜店、上中店、大飯店）において、ボランタリー・チェーンであるシジシージャパン（CGCグループ）への加盟を承認され、同年3月付けで正式に加盟した。[要出典]なお、JA福井県発足に伴い、JA福井県はCGCグループの加盟企業として継承している[6]。
- 2008年、通称をひらがなの「JAわかさ」から漢字の「JA若狭」に変更した。